# Mimetus comorensis
Mimetus comorensis là một loài nhện trong họ Mimetidae.
Loài này thuộc chi Mimetus. Mimetus comorensis được miêu tả năm 1994 bởi Schmidt & Krause.